# Bruno Fleury
Bruno Fleury est un acteur français, né en 1967. Il travaille fréquemment au théâtre avec Gloria Paris. Il a notamment été vu au cinéma dans le film Les Hommes libres d'Ismaël Ferroukhi, sorti en 2011 et à la télévision dans les saisons 5 et 6 de la série Un village français.

## Filmographie

### Cinéma
- 2011 : Les Hommes libres d'Ismaël Ferroukhi : le commissaire
- 2013 : Malavita de Luc Besson : le vendeur

### Télévision
- 2011 : Les Procès de l'Histoire - La couleuvre et l'écureuil : Nicolas Fouquet[1]
- 2012 : Clemenceau de Olivier Guignard
- 2013 - 2015 : Un village français : Alain Blanchon (saisons 5 et 6)

## Théâtre (partiel)
- 1991 : Homme et Galant Homme d'Edouardo de Filippo, mise en scène Félix Prader, Nouveau théâtre d'Angers, Comédie de Genève : Attilio [2]
- 1999 : Hedda Gabler d'Henrik Ibsen, Théâtre de la Croix-Rousse, Théâtre de l'Est parisien, mise en scène Gloria Paris : Lövborg [2]
- 2002 : La Machine infernale de Jean Cocteau, Théâtre de l'Athénée-Louis-Jouvet, mise en scène Gloria Paris : Œdipe [2]
- 2004 : Eva Perón de Copi, Théâtre de l'Athénée-Louis-Jouvet, mise en scène de Gloria Paris : Ibiza[2]
- 2006 : Filumena Marturano de Eduardo De Filippo, Théâtre de l'Athénée-Louis-Jouvet, mise en scène Gloria Paris : Riccardo[2]
- 2008 : Les Amoureux de Carlo Goldoni, Théâtre du Nord, Théâtre de l'Ouest parisien, mise en scène Gloria Paris : Fulgenzio[2]
- 2009 : C'est pas pour me vanter... d'Eugène Labiche, Théâtre du Nord, mise en scène Gloria Paris : M. Adolphe et Poitrinas[2],[3]